# Riccardo Bertagnon
Riccardo Bertagnon (Verona, 2 ottobre 1984) è un giocatore di baseball italiano.

## Palmarès

### Club
- Campionati italiani: 3

Parma: 2010
Rimini: 2015, 2017
- Coppe Italia: 3

Rimini: 2013, 2014, 2016